# 제이미 바디
제이미 리처드 바디(영어: Jamie Richard Vardy, 1987년 1월 11일 ~ )는 잉글랜드의 축구 선수로, 레스터 시티에서 스트라이커로 활약하고 있다.
2015년 11월 29일에 있었던 맨체스터 유나이티드와의 홈 경기에서 득점을 기록, 종전 기록 보유자였던 판 니스텔로이(당시 EPL 10경기 연속골, 2003년 3월부터 8월까지 기록)를 제치고, 11경기 연속골로 대기록을 수립하였다.
그리고, 그가 대기록을 세운 자신의 팀 레스터 시티와는 2019년까지 재계약을 맺었다.
제이미 바디는 공장 노동자였지만, 일이 끝난 후에는 축구 연습을 하면서 축구 선수 꿈을 접지 않았다. 그 결과 그는 8부리그에 들어갔지만 주급 5만원으로 용돈도 되지 않은 돈을 받았다. 그 후 그는 레스터 시티를 2부리그에서 1부리그로 승격을 시킨 후 2015-2016시즌에 레스터 시티를 우승시킨다. 또한 2015-2016시즌에 프리미어리그에서 레스터시티 소속으로 24득점을 기록하여 토트넘 소속의 해리 케인에 이어 2번째로 많은 득점을 하였다. 공격포인트로만 보면 24골 6도움으로 이 부분은 2015-2016시즌 프리미어리그에서 가장 높은 수치이다.
레스터시티의 창단 첫 프리미어리그 우승 견인과 득점 랭킹 2위등의 활약으로 2016 발롱도르 8위,EPL올해의 선수상,2016 FWA 올해의 선수상을 수여하는 기염을 토하였다.
이와 같은 엄청난 활약으로 시즌 종료 이후 이적시장에서 아스날의
아르센 벵거 감독의 강력한 영입 희망으로 아스날로 이적이 성사되는 듯 하였으나 끝내 잔류를 희망하여 아스날로의 이적은 성사되지 못하였다. 현재 그는 약 1억 4000만원의 주급을 받게되어 축구계의 신데렐라로 불리고 있다.

## 클럽 경력

### 스톡스브리지 파크 스틸즈

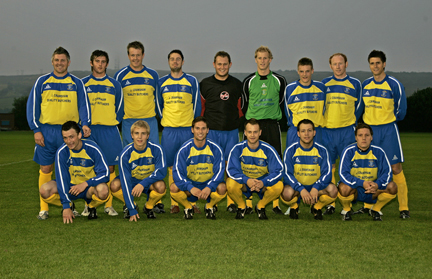
2007년 제이미 바디가 속한 스톡스브리지 파크 스틸즈의 모습이다. (뒤의 형렬의 오른쪽에서부터 3번째)

그가 태어난 셰필드에 위치한 셰필드 웬즈데이에 2002년 만 15세의 나이로 입단하였으나, 청각장애를 가진 친구가 괴롭힘을 당하는 장면을 목격한 그는 상대방을 폭행하였고, 6개월간 전자발찌를 차는 신세가 된다. 전자발찌까지 차게 된 그는 팀에서 사고뭉치로 낙인되어 팀에서 쫓겨난다. 그러다 만 16세의 나이에 잉글랜드 8부 리그의 스톡스브리지 파크 스틸즈 유소년팀으로 이적하며 그의 커리어를 시작하였다. 2007년에는 스톡스브리지 파크 스틸즈의 성인리저브 팀으로 이적해 그의 성인 커리어를 시작하였다. 그때 당시의 그의 주급은 30 파운드, 한화로 약 5 만원이었다. 주급이 턱없이 부족했던 터라 그는 공장일을 병행하며 축구를 하였다. 낮에는 공장일을 하고, 밤에는 팀에서 팀훈련을 하는 식이었다. 또한 전자발찌를 찼기 때문에 오후 6시부터 오전 6시까지의 통금 시간을 지켜야 하기도 하였다. 이로 인해, 바디는 매경기마다 전자발찌를 착용한 채 경기에 나가야 했으며, 통금 시간 때문에 전반전만 뛴 뒤 집으로 돌아오는 경우가 생기기도 하였다.
그가 팀에서 지내는 동안, 2009년 잉글랜드 3부 리그에 해당하는 잉글리시 풋볼 리그1의 크루 알렉산드라에서 한 주간의 선수 선발 대회에 참가하기도 하였으며, 잉글랜드 2부 리그에 해당하는 풋볼 리그 챔피언십의 로더럼 유나이티드 FC와의 짧은 접촉이 있기도 하였다.

### 핼리팩스 타운
바디의 재능을 눈여겨 본 핼리팩스 타운의 감독 닐 아스핀의 부름을 받아 2010년 6월, 주급 15,00 파운드, 한화로 약 220만원을 약속 받고 이적한다. 이때부터는 바디가 공장일을 그만두고 축구에만 전념하였다고 한다. 2010년 8월, 벅스턴과의 홈 경기에서 팀 데뷔전을 치른 바디는, 결승골을 기록하며 팀의 2-1 승리를 이끌어낸다. 그후의 경기에서도 인상적인 모습을 보여주기도 하였으며, 그의 팀 데뷔 첫 시즌을 매우 성공적으로 마친다. 그의 팀은 2010-2011 시즌 우승을 하였고, 리그 26골로 리그 득점왕 타이틀을 거머줬으며, 선수들이 투표로 뽑은 시즌의 최고 선수로 뽑히기도 하였다. 2011-2012 시즌 개막 4경기에선 3골을 기록한다.

### 플리트우드 타운

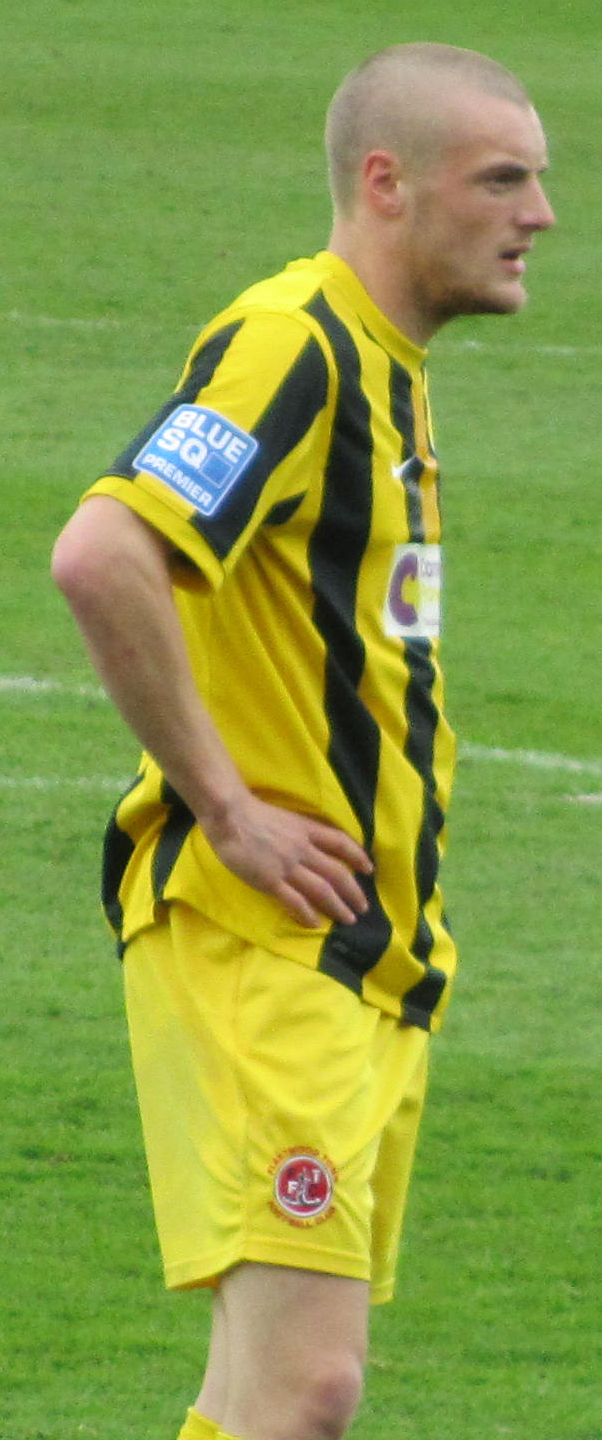
2012년, 플리트우드 타운에서의 제이미 바디

핼리팩스 타운에서 2011-2012 시즌 개막 4경기 3골을 넣은 바디는 2012년, 잉글랜드 5부 리그의 플리트우드 타운으로 이적한다. 이적료는 공개되지 않았다. 그의 데뷔전은 요크 시티와의 경기였는데, 팀은 0-0 무승부를 기록한다. 그의 첫 데뷔골은 그의 3번째 경기인 케터링 타운과의 경기에서 나왔으며, 팀은 3-2로 승리한다. 랙섬이 그림스피 타운과 비기면서 플리트우드 타운의 우승이 확정되었고, 팀은 팀 역사 최초로 잉글랜드 4부 리그인 잉글리시 풋볼 리그2로 승격한다. 또한 그는 이적한 팀에서 40경기 31골을 기록하며 잉글랜드 5부 리그에서 또다시 득점왕을 기록한다.

### 레스터 시티

#### 2012-2013 시즌
플리트우드 타운의 5부 리그 우승을 이끈 바디는 당시 2부 리그 소속이었던 레스터 시티의 러브콜을 받는다. 이적료로 100만 파운드, 한화로 약 14억 4000만원을 제안 받게 되고, 이는 아마추어 리그 사상 최고액을 기록한다. 바디는 이 제안을 수락하며, 레스터 시티에 3년 계약, 이적한다. 8월 14일, 바디의 레스터 시티의 첫 데뷔전을 리그 컵 1차전, 토키 유나이티드와의 경기에서 치르게 되는데, 마지막에 헤딩골을 넣으며, 팀이 4-0으로 이기게 된다. 경기 4일 후에는 잉글랜드 2부 리그 데뷔전을 킹 파워 스타디움에서 치르게 되는데, 피터버러 유나이티드와의 경기에서 앤디 킹의 골에 대한 어시스트를 기록하며, 2-0 승리를 이끌어낸다. 하지만, 첫 시즌을 치른 바디는 폼이 떨어진 실망스러운 모습을 보여준다. 29경기 5골을 기록하며, 팀의 서포터즈의 혹평을 받으며 방출을 요구하기도 하였으나, 팀의 감독과 에이전트가 그를 팀에 잔류시킨다.

#### 2013-2014 시즌
2013-2014년 시즌에 들어서며 그가 주전 공격수 자리를 꿰차게 된다. 2014년 1월 라이벌팀이었던 더비 카운티와의 경기에서 바디가 득점하며 팀은 4-1로 승리하였는데, 이 경기를 통해 팀이 리그 선두에 오르게 된다. 바디는 총 37경기 16골을 만들어 내며, 팀의 리그 선두를 유지시켰으며, 그리하여 팀은 잉글랜드 2부 리그 우승을 거머줘, 잉글랜드 프리미어 리그로 승격한다.

#### 2014-2015 시즌
2014년 8월 19일, 바디는 2018년까지 팀과의 계약을 연장한다. 그의 잉글랜드 프리미어 리그 데뷔전은 2014년 8월 31일, 아스날 후반전에 교체 투입되며 치뤘고, 팀은 1-1 무승부를 거둔다. 그의 첫 프리미어 리그 데뷔골은 2014년 9월 21일 맨체스터 유나이티드와의 경기에서 만들어졌는데, 1-3으로 지고 있던 팀이 5-3으로 역전하며 역전승을 거두었고, 바디는 그 경기의 맨 오브 더 매치가 된다. 바디는 피어슨체제에서 윙으로 거의 출전하며 34경기 5골 8도움을 기록했다. 많은 사람들이 팀의 강등을 예상하였으나, 막판 9경기에서 7승을 올리며, 2014-2015 시즌에서 팀은 리그 14위를 기록하며, 강등을 면하게 된다.

#### 2015-2016 시즌

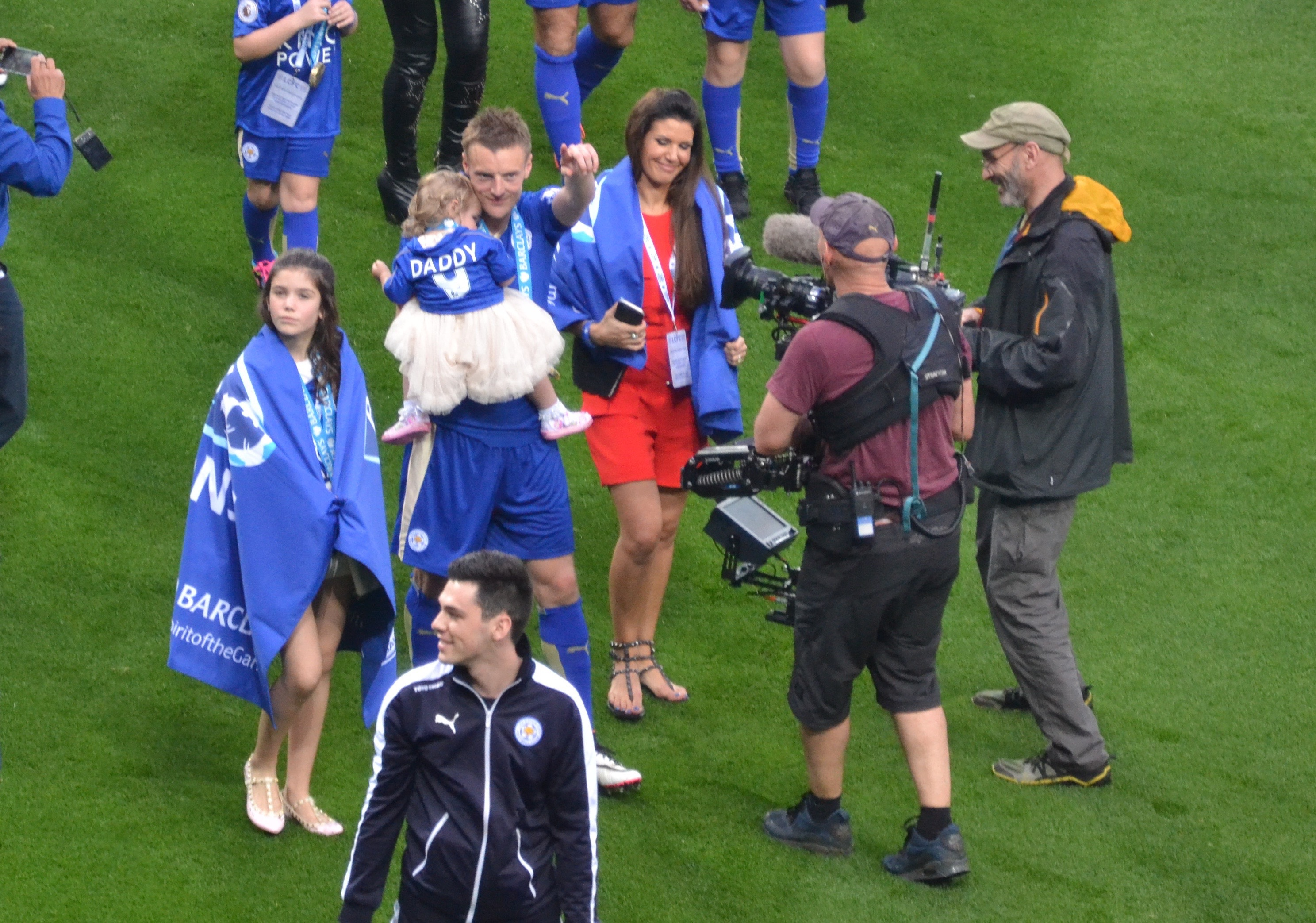
2016년 레스터 시티의 프리미어리그 우승을 가족과 함께 축하하고 있다.

바디는 시즌 개막전 선덜랜드와의 경기에서 골을 기록하며 팀은 4-2로 승리한다. 그의 시즌 2호골은 본머스와의 경기에서 페널티킥을 성공시키며 기록하게 되는데, 이 골을 시작으로 프리미어 리그에서 차례대로 애스턴 빌라, 스토크 시티, 아스널(2골), 노리치 시티, 사우샘프턴(2골), 크리스털 팰리스, 웨스트브로미치 앨비언, 왓퍼드, 뉴캐슬 유나이티드를 상대하며 10경기 연속골이라는 기록을 세운다. 이 기록은 맨체스터 유나이티드 소속이었던 뤼트 판 니스텔루이가 2003년 당시에 세운 프리미어 리그 기록과 타이 기록이었다. 바디는 11경기 연속 출전이었던 2015년 11월 28일 맨유와의 경기에서 골을 넣으며, 판 니스텔루이의 기록을 깨고 11경기 연속골이라는 신기록을 세우게 된다. 이는 13년만에 깨진 EPL 기록이었으며, 그의 기록은 기네스 북에도 등재된다. 바디, 리야드 마레즈, 은골로 캉테 등의 핵심 주전 선수들의 활약 속에 레스터 시티는 구단 창단 132년 만에 최초로 정규 리그 우승과 챔피언스리그 출전권을 획득하게 된다.

#### 2016-2017 시즌

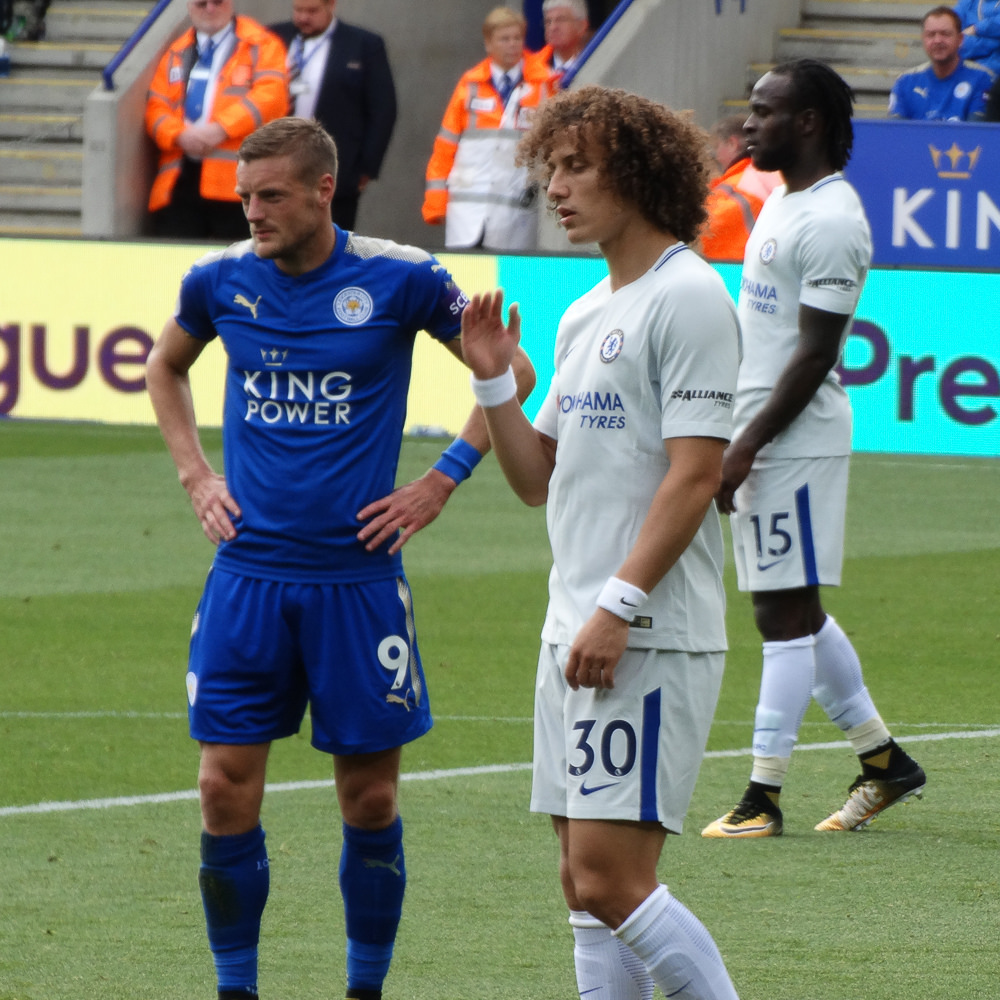
2017년 첼시 FC와의 경기. 제이미 바디(왼쪽)와 다비드 루이스(오른쪽)의 모습

이 시즌 바디는 팀 에이스 마레즈와 더불어 상대수비수들의 지독한 집중견제를 받으며 자신의 장기인 라인브레이킹과 침투를 많이 살려내지 못했다. 2015-2016 시즌 만큼의 인상적인 활약은 아니었으나, 맨시티와 홈경기에서 해트트릭을 기록하고 챔스 8강 AT마드리드전에서 득점을 올리는등 리그, 챔피언스리그에 출전하여 15골 7도움을 기록한다. 팀은 정규 리그 12위를 기록하며, 팀의 최악의 시나리오였던 우승 직후 다음 시즌 강등은 면하였다. 2016- 2017 챔피언스리그에선 8강까지 진출하기도 하였다.

#### 2017-2018 시즌
2017년 8월 11일 아스널 FC와의 개막전 원정 경기에서 2골을 기록했지만, 레스터는 4-3으로 패배를 기록했다.
2017년 12월 19일 EFL컵 맨시티와의 8강전에서 후반 97분에 페널티킥으로 득점해 1-1 동점 상황에서 연장전까지 갔지만 두 팀 모두 득점을 내지 못하고 승부차기까지 갔다. 승부차기에서 제이미 바디와 리야드 마레즈가 실축해 3-4로 패배했다. 4일 뒤인 12일 23일, 19라운드 맨체스터 유나이티드와의 경기에서 골을 기록해 프리미어리그 통산 50골을 기록했다. 레스터는 맨유와 2-2 무승부를 기록했다. 2018년 1월 20일 24라운드 왓퍼드 FC와의 경기에서 페널티킥을 얻어내 골로 이어가 레스터가 2-0으로 승리하는데 기여했다. 2월 17일(한국시간) FA컵 5라운드 셰필드 유나이티드와의 경기에서 후반 66분 골을 넣어 레스터는 1-0으로 승리했다.

#### 2018-19 시즌
2018년 8월 9일 레스터는 바디와 재계약을 했다. 계약기간은 2022년까지 4년 동안이다.

#### 2019-20 시즌
2019년 10월 25일, 바디는 9-0 원정 승리에서 사우스햄튼 FC를 상대로 해트트릭을 기록했다.
2020년 7월 4일, 바디는 프리미어리그에서 자신의 100번째와 101번째 골을 넣으며 3-0 승리를 거두었다.
그는 2019-2020 시즌 리그 23골을 기록하여 생애 처음으로 프리미어 리그 골든 부트를 수상하였다.
프리미어 리그 역사상 최고령 득점왕으로 등극하였다. (만 33세)
바디의 뒤를 이어 사우스햄튼 공격수 대니 잉스와 아스널 공격수 피에르 에머릭 오바메양이 22골을 득점하였다.

## 국가대표팀 경력

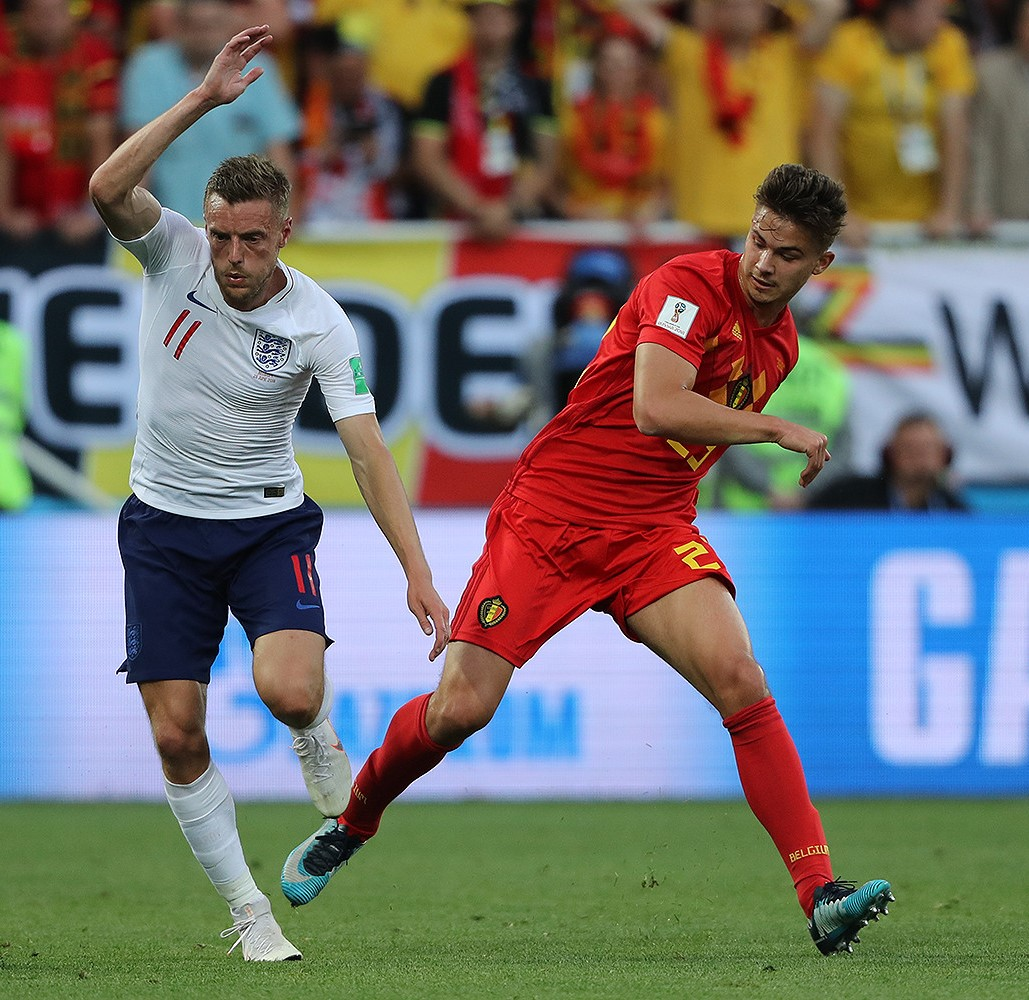
2018 FIFA 월드컵 G조 예선전 벨기에와의 경기. 제이미 바디(왼쪽)와 레안더르 덴동커르(오른쪽)

2015년 5월 21일 잉글랜드 A매치 대표팀에 발탁되어 아일랜드와의 평가전에서 후반 75분 웨인 루니와 교체 출전해 A매치 데뷔전을 치렀다. 8월 30일 UEFA 유로 2016 예선 경기인 산마리노와 스위스와의 경기의 최종 스쿼드에 발탁됐다. 산마리노 전에서는 선발 출전했고, 잉글랜드는 6-0 대승을 거뒀다.
2016년 3월 26일, 국가대표팀에서는 독일과의 친선전에서 너새니얼 클라인의 크로스를 백힐로 자신의 첫 골을 넣어 잉글랜드가 독일 원정에서 3-2로 승리하는데 기여했다. 3일 뒤, 웸블리 스타디움에서 열리는 네덜란드와의 친선 경기에서 두번째 골을 성공시켰으며, 5월 23일 터키와의 경기에서 A매치 3호골을 득점하였다.
UEFA 유로 2016 잉글랜드 국가대표팀 선수로 출전하여 웨일스전에 교체 투입되어 상대팀 선수 가레스 베일의 프리킥골로 0:1로 뒤쳐지고 있는 상황에서 귀중한 동점골을 기록하여 승부를 다시 원점으로 만든다. 제이미 바디의 귀중한 동점골에 힘입어 결국 후반전 막판 추가 시간에 다니엘 스터리지의 극적인 결승골로 2-1로 잉글랜드가 승리하게 된다.
2016년 11월 16일(한국시간) 웸블리 스타디움에서 열린 스페인과의 평가전에서 전반 8분 자신의 주무기인 빠른 스피드를 이용하여 박스 안으로 침투하여 골키퍼와의 일대일 상황에서 영리하게 페널티킥을 얻어냄으로써 팀의 첫번째 골에 관여하였다. 후반 3분에는 기막힌 다이빙 헤딩슛으로 자신의 A매치 6호골을 기록하였고 경기는 후반 막바지에 실점하여 2:2 무승부로 종료되었다. 제이미 바디는 득점 당시, 골 세레모니로 '마네킹 세레모니'를 해서 화제가 되었다.
제이미 바디는 경기 최우수 선수로 선정되었다.
2018 FIFA 월드컵 잉글랜드 최종 23인 엔트리에 이름을 올렸다.

## 사생활

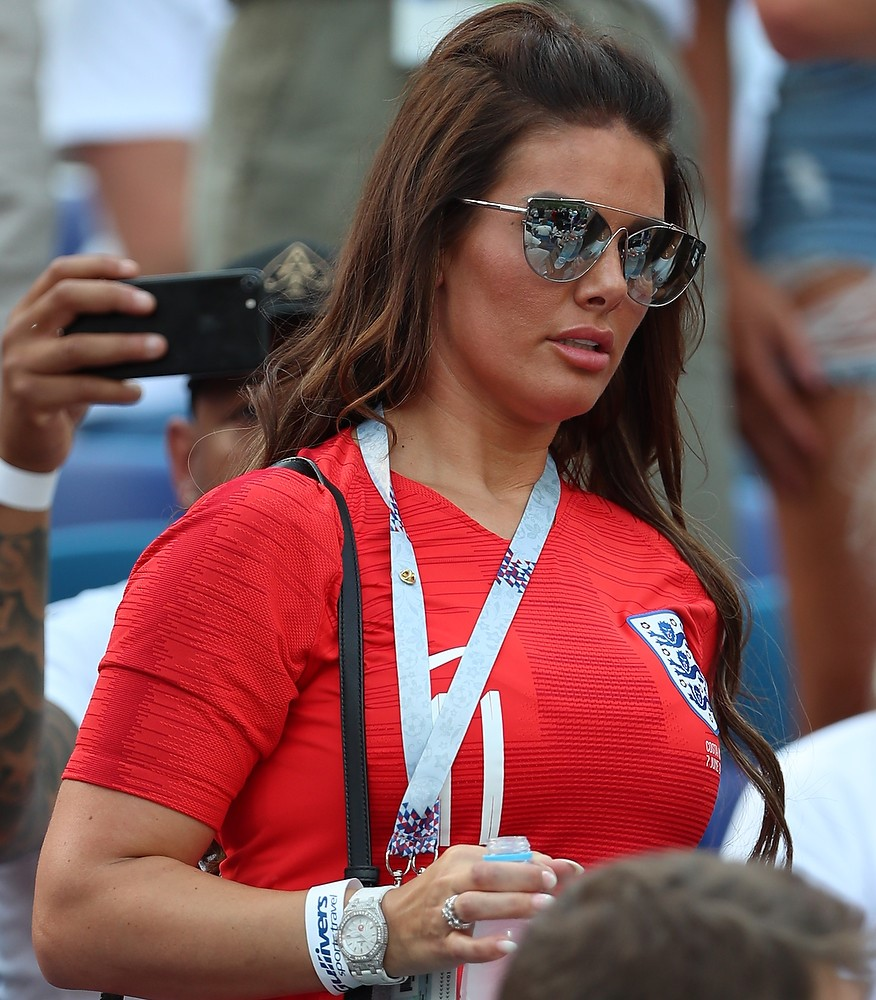
제이미 바디의 아내 레베카 니콜슨(Rebekah Nicholson)

2015년 8월 The Sun on Sunday가 공개한 영상에는 한 카지노에서 제이미 바디가 "잽"(Jap)이라는 일본인 비하 용어를 동양인을 향해 외치며 난동을 피웠다. 언론과 대중에게 많은 질타를 받아 결국 피해자와 일대일 대면을 통해 사과했고, 구단으로부터 벌금 징계를 받았다. 벌금은 피해자가 선택한 자선 단체에 기부했다.
2014년 바디는 나이트클럽 홍보대사인 레베카 니콜슨(Rebekah Nicholson)을 만났다. 2016년 5월 25일, 두 사람은 잉글랜드 체셔 펙포튼 성에서 결혼식을 올렸다. 슬하에 레베카가 바디를 만나기 전 낳았던 2명의 자식과, 두 사람 사이에서 낳은 2명의 자식, 총 4명의 자식을 키우고 있다.
자신의 이름을 건 V9 축구 아카데미를 운영하고있다. 자신처럼 하부리그에서 프리미어리그를 꿈꾸는 축구선수들에게 기회를 주고 있으며 각종 훈련프로그램과 경기력 유지, 체계적인 관리를 해준다. 아카데미 출신들중 6부리그에서 3부리그에 입단한 대니 뉴턴(Danny Newton) 등이 있다.

## 경력 통계

### 클럽 기록
| 클럽             | 시즌    | 리그                | 리그 | 리그 | FA컵 | FA컵 | 리그컵 | 리그컵 | 유럽대항전 | 유럽대항전 | 기타 | 기타 | 합계 | 합계 |
| 클럽             | 시즌    | 리그                | 출전 | 골   | 출전 | 골   | 출전   | 골     | 출전       | 골         | 출전 | 골   | 출전 | 골   |
| ---------------- | ------- | ------------------- | ---- | ---- | ---- | ---- | ------ | ------ | ---------- | ---------- | ---- | ---- | ---- | ---- |
| FC 핼리팩스 타운 | 2010-11 | NPL 프리미어 디비전 | 33   | 23   | 3    | 1    | —      | —      | —          | —          | 1    | 1    | 37   | 25   |
| FC 핼리팩스 타운 | 2011–12 | 컨퍼런스 노스       | 4    | 3    | —    | —    | —      | —      | —          | —          | —    | —    | 4    | 3    |
| FC 핼리팩스 타운 | 합계    | 합계                | 37   | 26   | 3    | 1    | —      | —      | —          | —          | 1    | 1    | 41   | 28   |
| 플리트우드 타운  | 2011–12 | 컨퍼런스 프리미어   | 36   | 31   | 6    | 3    | —      | —      | —          | —          | 0    | 0    | 42   | 34   |
| 레스터 시티      | 2012–13 | 챔피언십            | 26   | 4    | 2    | 0    | 1      | 1      | —          | —          | 0    | 0    | 29   | 5    |
| 레스터 시티      | 2013–14 | 챔피언십            | 37   | 16   | 1    | 0    | 3      | 0      | —          | —          | —    | —    | 41   | 16   |
| 레스터 시티      | 2014–15 | 프리미어리그        | 34   | 5    | 2    | 0    | 0      | 0      | —          | —          | —    | —    | 36   | 5    |
| 레스터 시티      | 2015–16 | 프리미어리그        | 36   | 24   | 1    | 0    | 1      | 0      | —          | —          | —    | —    | 38   | 24   |
| 레스터 시티      | 2016–17 | 프리미어리그        | 35   | 13   | 2    | 0    | 1      | 0      | 9          | 2          | 1    | 1    | 48   | 16   |
| 레스터 시티      | 2017–18 | 프리미어리그        | 37   | 20   | 3    | 2    | 2      | 1      | —          | —          | —    | —    | 42   | 23   |
| 레스터 시티      | 2018–19 | 프리미어리그        | 34   | 18   | 0    | 0    | 2      | 0      | —          | —          | —    | —    | 36   | 18   |
| 레스터 시티      | 2019-20 | 프리미어리그        | 35   | 23   | 1    | 0    | 4      | 0      |            |            |      |      | 40   | 23   |
| 레스터 시티      | 2020-21 | 프리미어리그        | 34   | 15   | 4    | 0    | 0      | 0      | 4          | 2          |      |      | 42   | 17   |
| 레스터 시티      | 2021-22 | 프리미어리그        | 25   | 15   | 0    | 0    | 1      | 2      | 6          | 0          | 1    | 0    | 33   | 17   |
| 레스터 시티      | 2022-23 | 프리미어리그        | 37   | 3    | 2    | 0    | 3      | 3      |            |            |      |      | 42   | 6    |
| 레스터 시티      | 2023-24 | 챔피언십            | 35   | 18   | 1    | 1    | 1      | 1      |            |            |      |      | 37   | 20   |
| 레스터 시티      | 2024-25 | 프리미어리그        | 31   | 7    | 1    | 1    |        |        |            |            |      |      | 32   | 8    |
| 레스터 시티      | 합계    | 합계                | 436  | 181  | 20   | 4    | 19     | 8      | 19         | 4          | 2    | 1    | 496  | 198  |

1. ↑  FA 트로피 출전
2. ↑  UEFA 챔피언스리그 출전
3. ↑  FA 커뮤니티 실드 출전

### 국가대표팀 출장 기록
2018년 7월 11일 기준
| 국가대표 | 년도  | 출전 | 골 |
| -------- | ----- | ---- | -- |
| 잉글랜드 | 2015  | 4    | 0  |
| 잉글랜드 | 2016  | 10   | 5  |
| 잉글랜드 | 2017  | 5    | 1  |
| 잉글랜드 | 2018  | 7    | 1  |
| 합계l    | 합계l | 26   | 7  |

### 국가대표팀 득점 기록
| # | 일시             | 장소                                          | 상대 국가  | 득점 | 결과 | 매치 형식               |
| - | ---------------- | --------------------------------------------- | ---------- | ---- | ---- | ----------------------- |
| 1 | 2016년 3월 26일  | 독일 베를린 베를린 올림픽 스타디움            | 독일       | 2-2  | 3-2  | 친선 경기               |
| 2 | 2016년 3월 29일  | 잉글랜드 런던 웸블리 스타디움                 | 네덜란드   | 1-0  | 1-2  | 친선 경기               |
| 3 | 2016년 5월 22일  | 잉글랜드 맨체스터 시티 오브 맨체스터 스타디움 | 튀르키예   | 2-1  | 2-1  | 친선경기                |
| 4 | 2016년 6월 16일  | 프랑스 랑스 스타드 볼라르트 들렐리스          | 웨일스     | 1-1  | 2-1  | UEFA 유로 2016          |
| 5 | 2016년 11월 15일 | 잉글랜드 런던 웸블리 스타디움                 | 스페인     | 2-0  | 2-2  | 친선경기                |
| 6 | 2017년 3월 26일  | 잉글랜드 런던 웸블리 스타디움                 | 리투아니아 | 2-0  | 2-0  | 2018년 FIFA 월드컵 예선 |
| 7 | 2018년 3월 27일  | 잉글랜드 런던 웸블리 스타디움                 | 이탈리아   | 1-0  | 1-1  | 친선경기                |

## 수상 내역

#### 스톡브릿지 파크 스틸스
- 노던 프리미어리그 디비전 1 남부 플레이오프 : 2008-09
- 셰필드 & 핼럼셔 시니어 컵 : 2008-09

#### 핼리팩스 타운
- 노던 프리미어리그 프리미어 디비전 : 2010-11

#### 플리트우드 타운
- 컨퍼런스 내셔널 : 2011-12

#### 레스터 시티
- 프리미어리그 : 우승 (2015-16)
- FA컵 : 우승 (2020-21)
- FA 커뮤니티 실드 : 우승 (2021)
- 풋볼리그 챔피언십 : 2013-14, 2023-24

#### 잉글랜드
- FIFA 월드컵 : 4위 (2018)

### 개인
- 발롱도르 8위 : 2016
- FWA 올해의 선수 : 2015-16
- 프리미어리그 올해의 선수[7] : 2015-16
- 프리미어리그 득점왕: 2019-20
- PFA 올해의 팀 : 2015-16, 2019-20
- 프리미어리그 이달의 선수상 4회
- 프리미어리그 이달의 골 : 18년 3월
- 컨퍼런스 프리미어 득점왕 : 2011-12
- 컨퍼런스 프리미어 올해의 팀 : 2011-12
- 컨퍼런스 프리미어 이 달의 선수: 2011년 11월
- 레스터 시티 올해의 선수 : 2013-14, 2019-20
- BBC 올해의 골 : 2017-18
- 프리미어리그 마일스톤 어워드 : 300경기, 100골
- 노던 프리미어리그 40년 최우수 선수 (1978-2018)
- 노던 프리미어리그 40년 베스트 XI (1978-2018)